# République tchèque aux Jeux paralympiques d'hiver de 2018
La République tchèque participe aux Jeux paralympiques d'hiver de 2018 à Pyeongchang, en Corée du Sud, du 9 au 18 mars 2018. Il s'agit de la septième participation du pays aux Jeux paralympiques d'hiver.

## Composition de l'équipe
La délégation tchèque est composée de 21 athlètes prenant part aux compétitions dans 2 sports,.

### Hockey sur glace
- Pavel Doležal
- Michal Geier
- Zdeněk Hábl
- Miroslav Hrbek
- Zdeněk Klíma
- Zdeněk Krupička
- Pavel Kubeš
- Martin Kudela
- David Motyčka
- Martin Novák
- David Palát
- Jiří Raul
- Zdeněk Šafránek
- Michal Vápenka
- Karel Wágner

### Ski alpin
- Pavel Bambousek
- Patrik Hetmer (guide : Miroslav Máčala)
- Tadeáš Kříž (guide : Radim Nevrlý)
- Miroslav Lidinský
- Tomáš Vaverka
- Anna Pešková (guide : Michaela Hubačová)